# Pont-d'Héry
Pont-d'Héry là một xã trong vùng hành chính Franche-Comté, thuộc tỉnh Jura, quận Lons-le-Saunier (quận), tổng Salins-les-Bains. Tọa độ địa lý của xã là 46° 52' vĩ độ bắc, 05° 54' kinh độ đông. Pont-d'Héry nằm trên độ cao trung bình là 590 mét trên mực nước biển, có điểm thấp nhất là 430 mét và điểm cao nhất là 781 mét. Xã có diện tích 13.54 km², dân số vào thời điểm 2006 là 260 người; mật độ dân số là 19 người/km².

## Thông tin nhân khẩu
| 1962 | 1968 | 1975 | 1982 | 1990 | 1999 |
| ---- | ---- | ---- | ---- | ---- | ---- |
| 264  | 343  | 290  | 240  | 235  | 208  |

## Địa điểm tham quan
Nhà thờ được xây dựng trong thế kỉ thứ 17.